# Dromiciops gliroides
Il monito del monte (Dromiciops gliroides Thomas, 1894), conosciuto anche come colocolo, è l'unico mammifero vivente della famiglia dei Microbioteridi e dell'ordine dei Microbioteri.
Molti scienziati ipotizzano che questo marsupiale semi-arboreo del Sudamerica provenga dall'Australia, da dove sarebbe arrivato attraversando l'Antartide, dove sono stati ritrovati fossili di marsupiale, così come accadde per l'obdurodonte, di cui sono stati ritrovati esemplari fossili in Argentina.

## Descrizione
Il monito del monte è poco più grande di un topo; la lunghezza è tra gli 8 e i 13 centimetri; Il peso varia tra i 17 e i 31 grammi. Ha una coda spessa, abbastanza prensile, della stessa lunghezza.
La pelliccia è corta e bruna nella parte superiore, con un certo numero di chiazze bianche, ed è più chiara dal lato inferiore. Le orecchie sono corte e tonde, e ha cerchi bianchi intorno agli occhi.

## Distribuzione e habitat
Vive nelle foreste umide del Cile meridionale, a latitudini comprese tra 36° e 43°, nell'isola di Chiloé, nella Cordigliera della costa, nella valle centrale e nella cordigliera delle Ande. L'areale comprende anche settori dell'Argentina. Non è mai stato visto al di sopra di 1100 metri s.l.m. e predilige le piantagioni di bambù.

## Biologia
È un animale notturno e prevalentemente, ma non esclusivamente, arboricolo.
La dieta comprende soprattutto insetti (in particolare larve e pupe) ma anche altri piccoli invertebrati e frutta.
Costruisce nidi rotondi con foglie di quila e nei mesi dell'inverno australe cade in letargo.
Le femmine partoriscono da 1 a 4 piccoli. La maturità sessuale è raggiunta nel secondo anno di vita.
È considerato un fossile vivente, poiché esso è comparso più di 40 milioni di anni fa; inoltre, ha subito scarse modifiche nel corso della sua storia evolutiva.

## Conservazione
La specie è considerata prossima alla minaccia in base ai criteri della IUCN Red List.
La Zoological Society of London, in base a criteri di unicità evolutiva e di esiguità della popolazione, considera Dromiciops gliroides una delle 100 specie di mammiferi a maggiore rischio di estinzione.